# Аманет
Аманет је српски филм из 2015. године. Филм је дебитантско остварење редитеља Немање Ћипранића и сценаристкиње Саре Радојковић.
Филм jе премијерно приказан у Србији 14. августа 2015. године на 39. Фестивалу филмског сценарија у Врњачкој Бањи, a светску премијеру је имао на Филмском фестивалу у Монтреалу 3. септембра 2015. године.

## Радња
У живот главног јунака Тодора, који живи скромно с мајком, наизглед се случајно појављује Вишња, трудна девојка којој очајнички треба његова помоћ и подршка. Њихов однос прераста у љубав, која се додатно компликује када Тодор одлучи да поврати везу са својим моћним оцем, који га је напустио кад је био дете. Како се прича "размотава" намећу се заправо питања ко је заправо Вишња и ко су негативци, а ко хероји, ако их уопште има.

## Улоге
| Глумац              | Улога    |
| ------------------- | -------- |
| Љубомир Булајић     | Тодор    |
| Милена Живановић    | Вишња    |
| Даница Максимовић   | Радмила  |
| Светозар Цветковић  | Томислав |
| Горан Радаковић     | Милан    |
| Марија Вицковић     | Мила     |
| Јелисавета Орашанин | Ана      |
| Милан Михаиловић    | Професор |
| Дарко Томовић       | Шанкер   |
| Драгана Ђукић       | Ања      |

## Продукција
Филм је сниман у режији Немање Ћипранића по сценарију који је написала Сара Радојковић, на више локација у Београду, у периоду од 21. јула до 27. августа 2013. године. Филм је сниман у продукцији Spot Light Production уз техничку подршку компаније Pink Film International.